# ムーンドッグ
ムーンドッグ（Moondog）として知られた、ルイス・トーマス・ハーディン（Louis Thomas Hardin、1916年5月26日 - 1999年9月8日）は、アメリカ合衆国の盲目の作曲家、音楽家、詩人で、数種類の楽器の発明者であった。若い頃にニューヨークへやって来た彼は、自らの意思で路上をわが家として生活すると決め、以降30年ほどのニューヨーク生活のうち、20年ほどを路上で過ごした。ほとんどの場合、彼は北欧神話のオーディンを自分なりに解釈して創り出した服を身に付け、自分で選んだお気に入りの場所で人目に触れていた。その尋常ならざる服装や生活様式から、彼は「6番街のヴァイキング」として知られていた。
ムーンドッグを取り上げたドキュメンタリー映画『The Viking of 6th Avenue』が制作中である。

## 生い立ち
カンザス州メアリズヴィルで米国聖公会の信仰を持つ一家に生まれたハーディンは、5歳のときから厚紙の箱で作ったドラムを演奏し始めた。その後、一家はワイオミング州に移り、父親はフォート・ブリッジャーに交易所を開いた。ハーディンは、いくつかの小さな町の学校に通った。ある時、父親は少年をアラパホ族のサンダンスの儀式に連れて行き、少年は酋長イエロー・カルフ (Yellow Calf) の膝に乗ってバッファローの皮を張ったトムトムを叩いた。
ハーディンはバージニア州ハーレーのハーレー高等学校に進み、ドラムを演奏し続けていたが、17歳のときにダイナマイトの雷管の事故に遇い、視力を失った。合衆国中部を移動し、視覚障害者のための学校数校を経ながら、ハーディンは音楽の原理を学び、耳の訓練法や作曲法を独力で身に付けた。おもに独学の人であったが、アイオワ州の盲学校では、バーネット・トゥシル (Burnet Tuthill) の教えを受けた。
やがて、ハーディンはアーカンソー州ベイツヴィルに移り、1942年まで住んでいたが、ここでテネシー州メンフィスで学ぶ奨学金を得た。ハーディンの音楽的修練の大部分は、耳から独学して得たものであったが、音楽理論の一部は点字の本から学んだものであった。
1943年、ハーディンはニューヨークへ移り、ここでレナード・バーンスタインやアルトゥーロ・トスカニーニといった著名なクラシック音楽界の有名人たちに出会い、伝説的なジャズの演奏家で作曲家でもあるチャーリー・パーカーやベニー・グッドマンにも会った。彼らの躍動的なテンポや、しばしばユーモラスな曲調は、後のハーディンの作品に影響を与えた。

## ニューヨーク
1940年代末から1974年まで、ムーンドッグは、ニューヨークでストリートミュージシャン、詩人として生活し、ほとんどの場合、マンハッタン区の53丁目と6番街の交差点の角にいた。しかし、ムーンドッグはホームレスだったわけではなく、少なくともある一定の時期以降には、アッパー・マンハッタンにアパートをもっていた。音楽と詩作に加え、ムーンドッグはとても面白い「ヴァイキング」装束を着ており、角付きの兜をかぶっていた。ムーンドッグは自作の詩や音楽に関する哲学的文章を印刷したものを売って、生計の足しにしていた。ムーンドッグが路上詩人として立っていた場所は、有名な52丁目のナイトクラブ街にも近く、彼は数多くのジャズ・ミュージシャンやファンたちに、よく知られていた。 
1947年、ハーディンはペンネームとして「ムーンドッグ」を名乗り始めたが、これは「ほかのどの犬よりもたくさん月に吠えていた」という、ある犬を讃えてのことだった。1949年、彼はブラックフット族のサンダンスの儀式のためにアイダホ州まで行って打楽器とフルートを奏で、子どものころ最初に接したアメリカ先住民の音楽に回帰した。このネイティブ・アメリカンの音楽こそが、同時代のジャズやクラシック音楽とともに、アンビエント・サウンド（都市の交通騒音、海の波音、赤ん坊の泣き声、等々の環境音）と混ぜ合わされて、ムーンドッグの音楽の基礎を創り出していた。
1954年、ムーンドッグは、（ムーンドッグが最初に制作したレコードである）「ムーンドッグ・シンフォニー（Moondog's Symphony）」を名刺代わりに使いながら「ムーンドッグ」と名乗って自分のラジオ番組『ザ・ムーンドッグ・ロックンロール・マチネー（The Moondog Rock and Roll Matinee）』を放送していたディスクジョッキーのアラン・フリードを訴え、ニューヨーク州高位裁判所における裁判に勝訴した。ムーンドッグは、自分のことを真っ当な作曲家であると証言してくれたベニー・グッドマンやアルトゥーロ・トスカニーニら音楽家たちの支援がなければ、この裁判には勝てなかっただろうと考えていた。裁判では、フリードが「ムーンドッグ」と名乗りはじめるはるかに以前から、ハーディンがムーンドッグの名で知られていたと認定され、フリードは謝罪せざるを得なくなり、「ムーンドッグ」の名を放送で使うことを止めた。

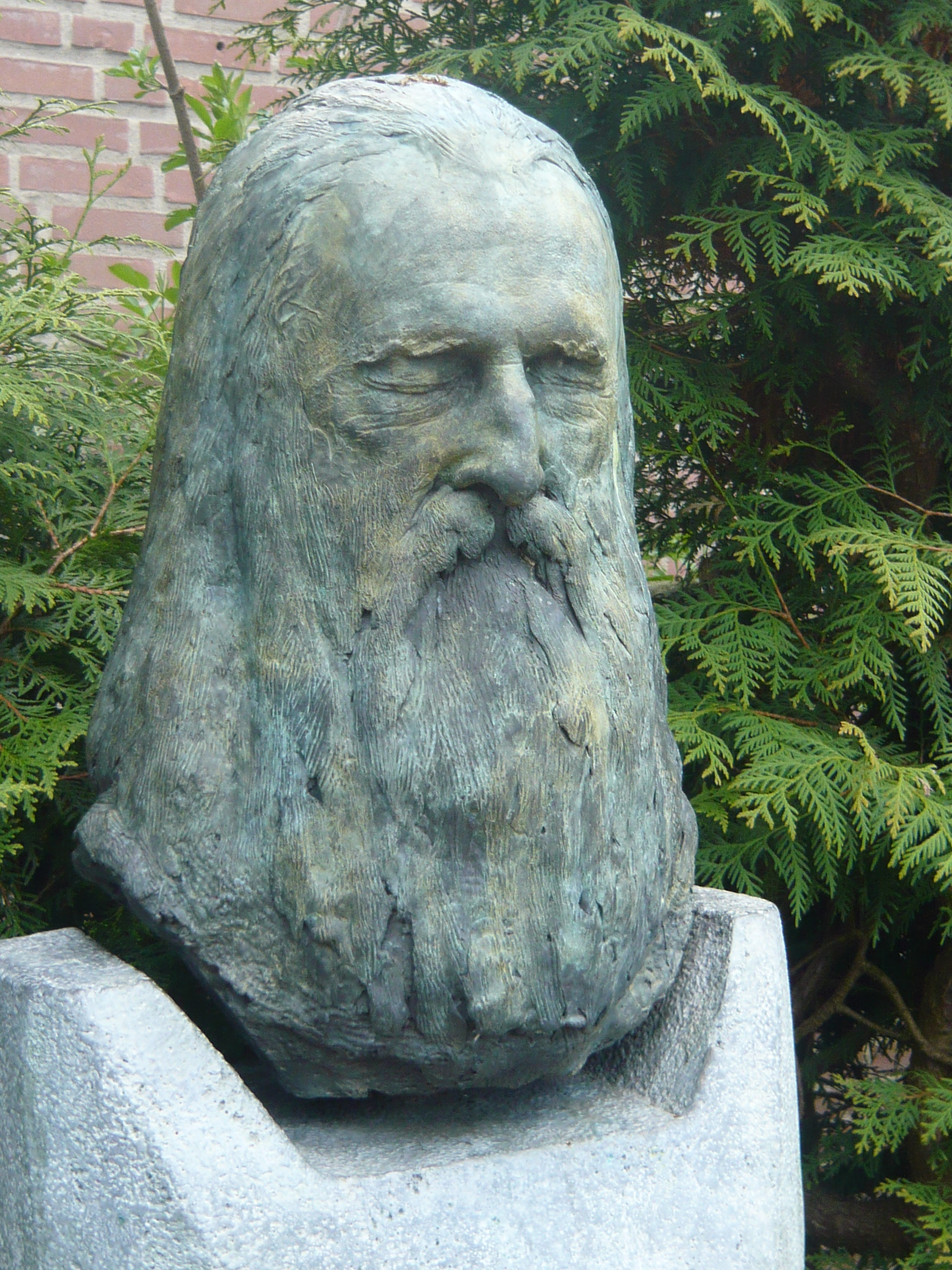
ミュンスターの中央墓地にあるムーンドッグの墓。デスマスクを元に作成された。

## ドイツ
ムーンドッグは、ドイツのことを「聖なる川 - ライン川が流れる聖なる土地」として理想化した認識をもっており、1974年にはドイツへ移住した。
やがてイローナ・ゾマー（Ilona Sommer）（旧姓ゲーベル、Goebel）という名の若いドイツ人の女学生が、ムーンドッグの芸術的業績を管理する会社の設立を助け、はじめはオーア＝エアケンシュヴィック（de:Oer-Erkenschwick）で、次いでヴェストファーレンのミュンスターでムーンドッグに住まいを提供した。ムーンドッグは、イローナ・ゾマーの家族と一緒にミュンスターで生活した時期に、数百曲を作曲し、ゾマーはそれを点字から楽譜に書き起した。ムーンドッグは残りの人生をドイツで過ごし、1999年にドイツで没した。
ムーンドッグは、フィリップ・グラスの招きに応じて1989年にアメリカ合衆国へ一時的に帰国し、顕彰行事としてブルックリンのニュー・ミュージック・アメリカ・フェスティバルにおいてブルックリン交響室内管弦楽団を指揮し、彼の音楽への新たな関心を呼び起こした。
ムーンドッグは、多数のアルバムを録音し、合衆国のみならず、ヨーロッパでもフランス、ドイツ、スウェーデンで演奏旅行を行なった。

## ムーンドッグの音楽
ムーンドッグの音楽は、地下鉄や霧笛など、街頭で聞こえる音からインスピレーションを受けたものであった。作品は比較的単純なものになることが多く、ムーンドッグ自身が「ぬるぬるしたリズム、普通ではない調子（...）4分の4拍子に殉じるつもりはない」と述べた、「スネークタイム（snaketime）」と称する表現で特徴づけられていた。
ムーンドッグの音楽を、1940年代の時点で最初に取り上げたのは、ニューヨーク交響楽団の指揮者であったアルトゥール・ロジンスキであった。1950年代には、ロジンスキによって多数のムーンドッグの作品がSP盤、シングル盤、EP盤や、数枚のLPが、有名なジャズ・レーベル多数からリリースされ、その中には、1957年にジュリー・アンドリュースやマーティン・グリーンと一緒に制作した、子ども向けのお話と歌が入った変わり種の作品『Songs of Sense and Nonsense - Tell it Again』も含まれていた。その後、十年ほどの間、ムーンドッグは新たなレコーディングを行なわなかったが、1969年に至って、音楽プロデューサーのジェームズ・ウィリアム・ゲルシオがムーンドッグをスタジオに連れて行き、コロムビア・レコードにアルバム1枚を録音させた。
ゲルシオがプロデュースした2枚目のアルバムは、ムーンドッグの娘のひとりをヴォーカリストにした、カノンや輪唱の形式で作曲された歌が収められたものであった。このアルバムは、1枚目のアルバムに比べ、ポピュラー音楽に及ぼした影響は小さいものにとどまった。CBSから出されたこの2枚のアルバムは、後に1989年に1枚のCDとして再リリースされた。
ムーンドッグの作品は大部分がドイツのマナガルム音楽出版（Managarm Musikverlag）によって出版されている。最終的な遺言で、ムーンドッグは遺産をイローナ・ゾマーに遺贈した。
イローナ・ゾマーは2011年9月に死去した。遺言により、ムーンドッグ作品の著作権を含む彼女の遺産は、ベルリンの弁護士アレクサンダー・デューヴ（Alexander Duve）の管理下に置かれることとなった。このため、ムーンドッグの遺産も、デューヴの管理下にある。

## 発明

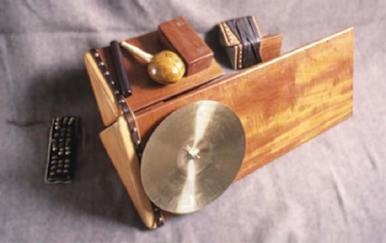
トリンバ：ムーンドッグが作った打楽器

ムーンドッグは、数種類の楽器を発明しており、その中には「ウー（oo）」という小さな三角形のハープや、同様の「ウー＝ヤ＝ツ（ooo-ya-tsu）」、また、「ヒュス（hüs）」（ノルウェー語で「家」を意味する "hus" に由来するとされる）という、弓を使って弾く三角形の弦楽器などがあった。
中でも最も知られているといえるのが、「トリンバ」であり、これは三角形の打楽器で、1940年代末に発明されたものであった。最初に製作されたトリンバは、ムーンドッグの友人であったスウェーデンの打楽器奏者ステファン・ラカトス（Stefan Lakatos）がその後も演奏に用いているが、ムーンドッグはラカトスにこの楽器の製作方法も伝えていた。

## 影響
1940年代から1950年代にかけてのムーンドッグの音楽は、数多くの初期ミニマリスト作曲家たちに強い影響を与えた。フィリップ・グラスは、彼がスティーヴ・ライヒとともに、ムーンドッグの作品を「非常に真剣に」受け止め、それを「ジュリアードで僕たちが接していたものより、ずっとよく理解し、歓迎した」と書いている。

## ディスコグラフィ

### アルバム
- Moondog and His Friends (1953年、Epic)
- 『ムーンドッグ』 - Moondog (1956年、Prestige)
- 『モア・ムーンドッグ』 - More Moondog (1956年、Prestige)
- 『ザ・ストーリー・オブ・ムーンドッグ』 - The Story of Moondog (1957年、Prestige)
- Songs of Sense and Nonsense - Tell it Again (1957年、Angel/Capitol) ※with ジュリー・アンドリュース、マーティン・グリーン（英語版）
- Moondog (1969年、Columbia) ※1956年の同名アルバムとは別
- 『ムーンドッグ2』 - Moondog 2 (1971年、Columbia)
- Moondog in Europe (1977年、Kopf)
- H'art Songs (1978年、Kopf)
- Moondog: Instrumental Music by Louis Hardin (1978年、Musical Heritage Society)
- A New Sound of an Old Instrument (1979年、Kopf)
- Facets (1981年、Managarm)
- Bracelli (1986年、Kakaphone)
- Elpmas (1992年、Kopf)
- Sax Pax for a Sax (1994年、Kopf/Atlantic) ※with ロンドン・サクソフォニック
- Big Band (1995年、Trimba)
- To a Grain of Rice (1996年、Paradise)
- Bracelli und Moondog (2005年、Laska)

### EP
- Improvisations at a Jazz Concert (1953年、Brunswick)
- Moondog on the Streets of New York (1953年、Decca/Mars)
- Pastoral Suite / Surf Session (1953年、SMC)
- Moondog & His Honking Geese Playing Moondog's Music (1955年、Moondog)

### コンピレーション・アルバム
- More Moondog/The Story of Moondog (1991年、Original Jazz Classics)
- Moondog/Moondog 2 (2001年、Beat Goes On)
- 『6番街のヴァイキング』 - The Viking of 6th Avenue (2004年、Honest Jon's)
- The German Years 1977–1999 (2005年、ROOF Music)
- Un hommage à Moondog (2005年、trAce label) ※トリビュート・アルバム
- The Viking Of 6th Avenue (2005年、disc inside biographical book) Honest Jons (ISBN 0-976082-284) ※伝記の付録CD
- Rare Material (2006年、ROOF Music)

### シングル
- "Snaketimes Rhythm" (1949年)
- "Moondog's Symphony" (1950年)
- "Organ Rounds" (1950年)
- "Oboe Rounds" (1950年)
- "Surf Session" (1953年)
- "Caribea Sextet"/"Oo Debut" (1956年)
- "Stamping Ground Theme" (from the Holland Pop Festival) (1970年)

### 参加コンピレーション・アルバム
- New York 19 (recorded and edited by Tony Schwartz) (1954年、Folkways)
- Music in the Streets (recorded and edited by Tony Schwartz) (1954年、Folkways)
- Rosey 4 Blocks (arrangement by Andy Forsythe (1958年、Rosey)
- Fill Your Head With Rock (1970年、CBS)
- The Big Lebowski motion picture soundtrack (1998年、Mercury)
- Fsuk vol. 3: The Future Sound of the United Kingdom (1998年、Fsuk)
- Miniatures 2 (2000年、Cherry Red)
- DJ Kicks:Henrik Schwarz (2006年、K7)
- Pineapple Express [Motion Picture Sound Track] (2008年) ※9曲目「Birds Lament」Moondog & The London Saxophonic

### ムーンドッグ作品の他アーティストによる演奏
- Moondog and Suncat Suite (1957年) ※イギリスのジャズ・ミュージシャン、ケニー・グラハム (Kenny Graham) は、アルバム片面すべてをムーンドッグ作品の演奏に使った。
- "All Is Loneliness" by Big Brother and the Holding Company, featuring Janis Joplin - アルバム『Big Brother and the Holding Company』 (1967年) に収録
- "Moondog" by Pentangle - アルバム『Sweet Child』 (1968年) に収録
- "Spear for Moondog (parts 1 and 2)" by Jimmy McGriff - アルバム『Electric Funk』 (1968年) に収録：マクグリフはジャズ・オルガン奏者
- "Be a Hobo" by The Insect Trust - アルバム『Hoboken Saturday Night』 (1970年) に収録
- Canons on the Keys by Paul Jordan (1978年) - 未発表
- "Theme and Variations" by John Fahey - アルバム『Rain Forests, Oceans and Other Themes』 (1985年) に収録[10]
- Lovechild Plays Moondog 7" on Forced Exposure (1990年)
- "Moondog" by Prefab Sprout - アルバム『Jordan: The Comeback（ヨルダン:ザ・カムバック）』 (1990年) に収録
- "All is Loneliness" by Motorpsycho - アルバム『Demon Box』 (1993年) に収録
- Alphorn of Plenty by Hans Kennel (1995年), Hat Art
- "Synchrony Nr. 2" by Kronos Quartet (1997年)
- Trees Against the Sky - コンピレーション・アルバム『SHI-RA-Nui 360°』 (1998年) に収録
- "Get a Move On" (remix of "Bird's Lament (In Memory of Charlie Parker)") by Mr. Scruff - アルバム『Keep It Unreal』 (1999年) に収録
- "All Is Loneliness" by Antony and the Johnsons, live (2005年)
- "Sidewalk Dances" - Joanna MacGregor & Britten Sinfonia (2005年) Sound Circus SC010
- "Moondog Sharp Harp" by Xenia Narati (2006年), Ars Musici
- "Paris" by Jens Lekman, live (2007年)
- "New Amsterdam" by Pink Martini - アルバム『Splendor in the Grass』(2009年) に収録
- "The Orastorios - Moondog rounds", Stefan Lakatos/Andreas Heuser, Makro (2010年)
- "Makin Moonshine - Moondog Songs by Moondog Fans" by Various Artists (2011年)